# Nicolas Murad
Pour les articles homonymes, voir Murad.
Nicolas Murad, né en 1799, mort en 1862, est un prélat maronite, archevêque de Laodicée (de).

## Biographie
Né au Mont Liban le 15 août 1799, Nicolas Murad devient prêtre maronite. Il se rend en Italie en 1826, et retourne peu au Liban par la suite.
Nommé archevêque le 9 octobre 1843, titulaire de Laodicée (de), il est ordonné évêque le 5 novembre suivant, et devient le procureur du patriarche et représentant des Maronites auprès du Saint-Siège et de la France. 
Il multiplie les interventions auprès des chancelleries européennes pour qu’elles viennent au secours de la minorité chrétienne du Mont-Liban, persécutés par les Druzes dans les années 1840 sous l’œil impassible des autorités ottomanes alors maîtresses du pays. Il rappelle au roi Louis-Philippe en 1844 la protection que la France a constamment apportée aux Maronites. Il essaye également d'obtenir l'appui du gouvernement britannique et de la reine d'Angleterre.
Cette même année 1844, il publie un ouvrage sur la nation maronite, où il s'attache à démontrer l'ancienneté et la force des liens entre les Maronites et la France,. Cet ouvrage est copié ensuite, notamment par le Voyage en Orient publié en 1849.

## Œuvres
- Notice historique sur l'origine de la nation maronite et sur ses rapports avec la France, sur la nation druze et sur les diverses populations du Mont Liban, Paris, Le Clère, 1844, 50 p. ; réédité la même année.